# Lichenostomus melanops
El mielero orejigualdo (Lichenostomus melanops) es una especie de ave paseriforme de la familia Meliphagidae endémica de Australia.

## Subespecies
- L. m. cassidix (en peligro de extinción)
- L. m. melanops
- L. m. meltoni